# 岸本哲也 (経済学者)
岸本 哲也（きしもと てつや、1941年 - ）は、日本の経済学者。神戸大学大学院経済学研究科教授、早稲田大学政治経済学術院教授を経て、神戸大学名誉教授。

## 人物
兵庫県立星陵高等学校を経て、1964年神戸大学経済学部卒業。1967年神戸市外国語大学助手。1969年神戸大学大学院経済学研究科博士課程単位取得退学。1970年神戸大学教養部講師。1974年ロチェスター大学経済学研究科博士課程修了、Ph.D.。1977年神戸大学経済学部助教授。1982年神戸大学経済学部教授。1996年日本公共政策学会理事。1998年日本経済学会常任理事。2000年神戸大学大学院経済学研究科長・経済学部長、日本政策学会理事。2004年早稲田大学政治経済学術院教授。2009年墨田区外部評価専門家委員会会長。神戸大学名誉教授。

## 著書
- 『公共経済学』有斐閣 1986年
- 『ミクロ経済学』（吹春俊隆と共著）有斐閣 1987年
- 『財政学』（入谷純と共編著）八千代出版 1996年